# Хартсбург (Илиноис)
Хартсбург (енгл. Hartsburg) град је у америчкој савезној држави Илиноис.

## Демографија
По попису из 2010. године број становника је 314, што је 44 (-12,3%) становника мање него 2000. године.
| Група             | 2000.       | 2010.       |
| Белци             | 357 (99,7%) | 300 (95,5%) |
| Афроамериканци    | 0 (0,0%)    | 0 (0,0%)    |
| Азијати           | 0 (0,0%)    | 0 (0,0%)    |
| Хиспаноамериканци | 0 (0,0%)    | 9 (2,9%)    |
| Укупно            | 358         | 314         |